# Единый казначейский счёт
Единый казначейский счёт — это счёт Федерального казначейства, где аккумулируются денежные средства федерального бюджета и отражаются операции органов государственной власти по исполнению федерального бюджета.
На ЕКС поступают доходы федерального бюджета и остатки неиспользованных средств федерального бюджета, перечисляемые со счетов региональных управлений Федерального казначейства. Единый казначейский счёт открывается в учреждениях Банка России.
ЕКС подразумевает, что бюджетные учреждения не должны иметь счета в кредитных организациях, они открывают лицевые счета в органах казначейства.

## Свойства ЕКС
- Актуальность информации об объёмах поступления в консолидированный бюджет в связи с увеличением скорости её получения.
- Доступность информации об общем объёме налогов и сборов, поступающих в бюджет.
- Доступность ежедневной информации о движении средств федерального бюджета на лицевых счетах органов федерального казначейства, что позволяет правительству России прогнозировать возможные кассовые разрывы при исполнении бюджета.
- Возможность эффективного управления средствами федерального бюджета.
- Сокращение необходимости в краткосрочных заимствованиях на внутренних и внешних финансовых рынках.
- Увеличение скорости расчёта в государственном секторе.